# Microgomphus jurzitzai
Microgomphus jurzitzai – gatunek ważki z rodziny gadziogłówkowatych (Gomphidae).